# الجميمة (القفر)

تعديل مصدري - تعديل

الجميمة محلة تابعة لقرية السوفعي، التابعة لعزلة بني مسلم بمديرية القفر إحدى مديريات محافظة إب في الجمهورية اليمنية، بلغ تعداد سكانها 33 حسب تعداد اليمن لعام 2004.